# USco J160737.99−224247.0
| USco J160737.99−224247.0                                | USco J160737.99−224247.0 |
| ------------------------------------------------------- | ------------------------ |
| Beobachtungsdaten Äquinoktium: J2000.0, Epoche: J2000.0 |                          |
| Sternbild                                               | Scorpius                 |
| Rektaszension                                           | 16h 07m 38,0s            |
| Deklination                                             | −22° 42′ 47″             |
| Scheinbare Helligkeit (J-Band)                          | ca. 17 mag               |
| Spektralklasse                                          | L0                       |
| Katalogbezeichnungen                                    |                          |
| 2MASS J16073799−2242468                                 |                          |

USco J160737.99−224247.0 ist ein L0-Zwerg im Sternbild Skorpion. Er wurde 2008 von Lodieu et al. identifiziert.